# Harry Nyquist

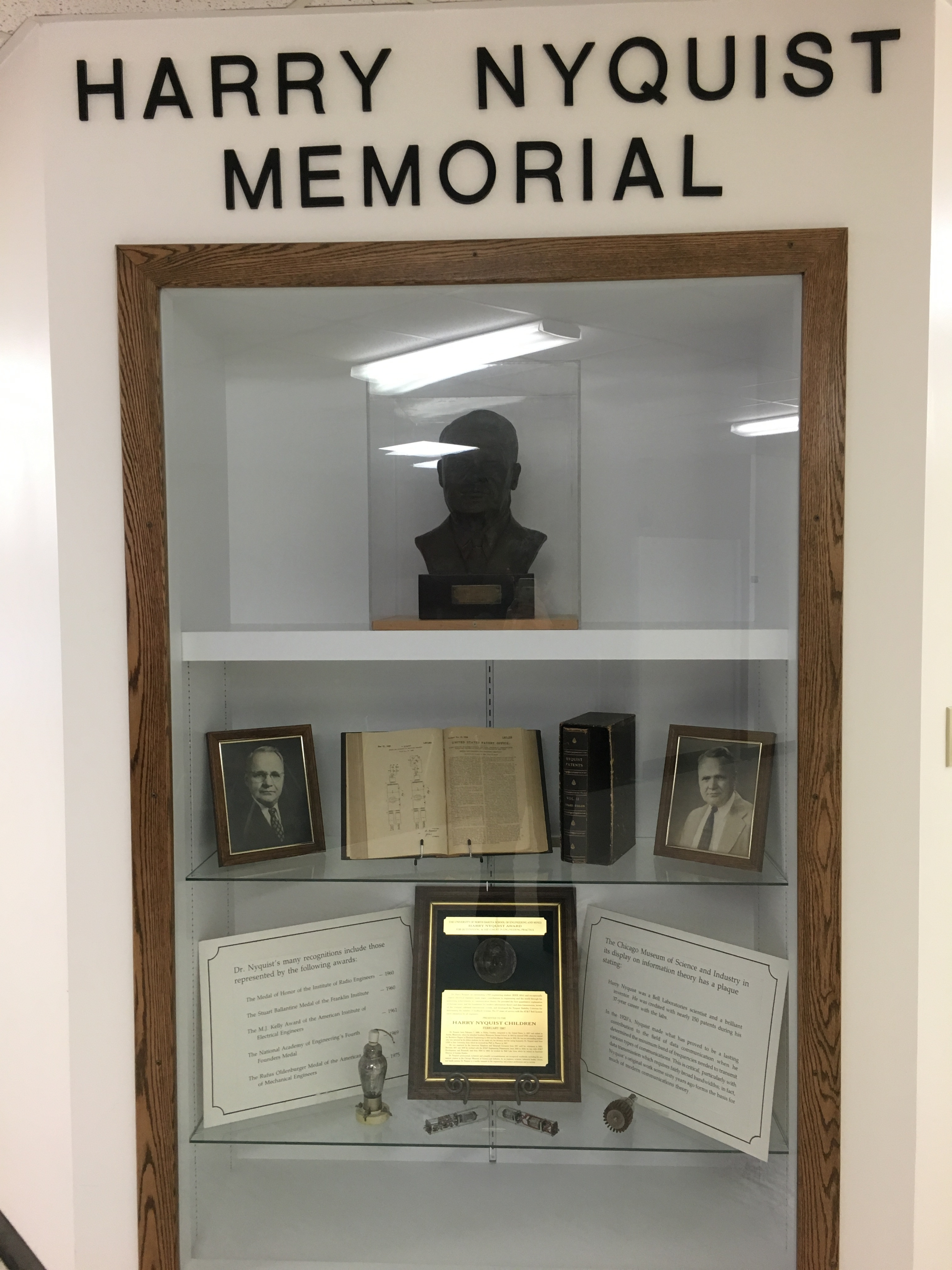
Monument

Harry Nyquist, ursprungligen Harry Theodor Nyqvist, född 7 februari 1889 i  Nilsby i Stora Kils socken, död 4 april 1976 i Harlingen, USA, var en svensk-amerikansk elektroingenjör och fysiker. Hans arbeten om signalöverföring bidrog till utvecklingen av informationsteorin. Han fick IEEE Medal of Honor 1960.
Nyquist föddes i nuvarande Kils kommun i Värmland och emigrerade till USA 1907 för att kunna utbilda sig. Från 1912 studerade han elektroteknik vid University of North Dakota, där han blev Bachelor of Science 1914 och Master of Science 1915. Han fortsatte sedan vid Yale University. där han fick doktorsgrad i fysik 1917. Samma år började han på AT&T där han var delaktig i flera patent inom telekommunikationsområdet. 1934 arbetade han på Bell Telephone Laboratories där hans arbete rörde termiskt brus och stabiliteten på återkopplade förstärkare.
Hans tidiga arbeten med bandbredd och behovet av bandbredd för signalöverföring publicerades 1924. "Certain factors affecting telegraph speed" (Bell System Technical Journal, 3, 324–346, 1924). Detta lade en av grunderna till informationsteorin.
1927 slog Nyquist fast att en telegrafledning kan överföra pulser med en frekvens på som mest dubbla ledningens bandbredd. Nyquist publicerade detta i rapporten Certain topics in Telegraph Transmission Theory (1928). Samma teori gäller vid digital signalbehandling där en analog signal måste samplas vid dubbla frekvensen av den mest högfrekventa signalkomponenten för att kunna återskapas utan förvrängning, så kallad vikningsdistorsion. Detta samband är idag känt som Nyquist-Shannons samplingsteorem.
Arbete tillsammans med en annan svensk-amerikan på Bell Laboratories, Johan Erik Bertrand Johansson (i USA nämnd som John B. Johnson), ledde till att teorin bakom brus i ledningar kunde förklaras i detalj. Samarbetet ledde till att elektroniskt brus även kallas Johnson–Nyquist-brus.
Nyquist pensionerades från Bell Labs 1954 och bodde som pensionär i Texas. Han dog i en ålder av 87 år i Harlingen i Texas.